# Holotrichia celebensis
Holotrichia celebensis är en skalbaggsart som beskrevs av Lansberge 1879. Holotrichia celebensis ingår i släktet Holotrichia och familjen Melolonthidae. Inga underarter finns listade i Catalogue of Life.